# Sarbecovirus
Sarbecovirus ist eine Untergattung innerhalb der Gattung Betacoronavirus in der Unterfamilie Orthocoronavirinae und der Familie Coronaviridae. Sie enthält (mit Stand 7. Mai 2024) nur eine offiziell bestätigte Spezies (monotypisch). Diese trägt die offizielle binäre bezeichnung Betacoronavirus pandemicum (früher Severe acute respiratory syndrome-related coronavirus oder kurz „SARS-related coronavirus“). Die bekanntesten Viren innerhalb dieser Spezies sind SARS-CoV und SARS-CoV-2, die Verursacher der Krankheiten SARS bzw. COVID-19.

## Name
Die Untergattung Sarbecovirus wurde im Rahmen einer vollständigen Überarbeitung der Ordnung der Nidovirales 2018 ratifiziert. Die Überarbeitung der Ordnung beinhaltete eine Neuorganisation der bisherigen Familie Coronaviridae in zwei Familien: Die geänderte Familie Coronaviridae und die neue Familie Tobaniviridae.
Dies sollte ein Rahmenwerk für die vernünftige Systematisierung der molekularen und biologischen Eigenschaften der Viren dieser zwei neuen Familien bieten, in denen der Großteil der Viren noch unklassifiziert war. Daher wählte man bewusst solche auffällig „sprechenden“ und systematischen Namen wie „Sarbecovirus“ (für engl. „SARS-related / SARS-like betacoronavirus“) oder „Merbecovirus“ (für engl. „MERS-related / MERS-like betacoronavirus“), damit sich Viren im Rahmen der Erforschung ihrer biologisch-molekularen Eigenschaften sehr schnell und effektiv einordnen lassen.
Die Regeln der ICTV für Virustaxonomie geben vor, dass Namen höherer Taxa (als Spezies) weder abgekürzt noch in andere Sprachen übersetzt werden sollen. Obwohl sich das ICTV als formal nicht-zuständig für die Auszeichnung und Benennung von Untergattungen erklärt, sind diese Regeln auch hier in Gebrauch, zumindest, wenn, wie hier, die Untergattung und ihr Name tatsächlich dennoch vom ICTV festgelegt wurden.
Daher ist Sarbecovirus nur in dieser Form und Setzung als Name der Untergattung normiert. Die Ausdrücke „Sarbecoviren“ und „Sarbecovirus“ (wie etwa in dem Satz: „Ein Sarbecovirus X,“ nicht aber in: „Die Untergattung Sarbecovirus“) sind keine (international quasi-offiziellen) Alternativ-Bezeichnungen der Untergattung, sondern zulässige Sammelbezeichnungen (engl. collective names) für alle oder einzelne Viren in dieser Untergattung.

## Zusammensetzung
Die Untergattung Sarbecovirus enthält alle Viren, die einerseits einen gewissen Grad an genetischer Verwandtschaft untereinander und mit dem ursprünglichen SARS-Erreger SARS-CoV haben und die andererseits einen gewissen Grad an genetischer Verwandtschaft mit allen anderen Viren der Ordnung Nidovirales nicht erreichen.
Die bekanntesten Viren innerhalb dieser Untergattung sind SARS-CoV und SARS-CoV-2. Beide sind so nah miteinander verwandt, dass sie in dieselbe Spezies eingeordnet werden. Bisher wurden noch keine Nidoviren klassifiziert, die dieser Spezies fern genug stehen, um nicht in sie eingeordnet zu werden, aber nah genug, um die Untergattungsgrenze noch nicht zu überschreiten. Daher wurde auch noch kein weiteres Spezies-Taxon in die Untergattung Sarbecovirus aufgenommen.
Eine Schlussfolgerung, die aus dieser „Eingeengtheit“ der Untergattung auf nur eine Spezies gezogen wird, ist, dass die Spezies Severe acute respiratory syndrome-related coronavirus (offiziell Betacoronavirus pandemicum) noch vergleichsweise „jung“ ist und ein etwaiger gemeinsamer (noch nicht gefundener) Vorfahr der Viren dieser Spezies erst in jüngerer Zeit entstanden ist.
Eine grafische Übersicht über die taxonomische Einordnung von Sarbecovirus innerhalb eines größeren Stammbaumes findet sich z. B. in den Artikeln Coronaviridae §Kladogramm und Betacioromavirus §Systematik.
Die äußere Systematik findet sich in Coronaviridae §Innere Systematik, die innere Systematik in Betacoronavirus pandemicum §Systematik.